# Kahlotus (Washington)
Kahlotus je grad u američkoj saveznoj državi Washington. Prema popisu stanovništva iz 2010. u njemu je živjelo 193 stanovnika.